# 小行星23975
小行星23975（23975 Akran）是一颗绕太阳运转的小行星，为主小行星带小行星。该小行星于1999年2月19日发现。

## 轨道参数
小行星23975的轨道半长轴为352 533 597 km，2.3565080 UA，离心率为0.129。